# NGC 6932
NGC 6932 (również PGC 65219) – galaktyka soczewkowata (SB0), znajdująca się w gwiazdozbiorze Pawia. Odkrył ją John Herschel 29 czerwca 1835 roku.